# European Squadron
L’European Squadron est une escadre de la marine des États-Unis opérant dans l'Atlantique et la Méditerranée au cours du XIXe siècle et jusqu'au début du XXe siècle. L'escadre est construite sur les bases du Mediterranean Squadron, elle est rebaptisée à la suite de la guerre de Sécession. En 1905, elle est absorbée par le North Atlantic Squadron.

## Commandants
| Nom | Portrait | Rang | Attribution (ordres) | En poste          | Relevé (ordres) | Quitte son poste  | Navire amiral                 |
| --- | -------- | ---- | -------------------- | ----------------- | --------------- | ----------------- | ----------------------------- |
| RADM Louis M. Goldsborough                                                                                              |          |      | février 1865         | 18 juillet 1865   | 1867            | 14 juillet 1867   | Colorado                      |
| ADM David G. Farragut                                                                                                   |          |      | ?                    | 14 juillet 1867   | ?               | 10 novembre 1868  | Franklin                      |
| CDRE Alexander M. Pennock                                                                                               |          |      | ?                    | 10 novembre 1868  | ?               | 28 novembre 1869  | Ticonderoga                   |
| RADM William Radford |          |      | ?                    | 1869              | ?               | 1er mars 1870     | Franklin                      |
| RADM Oliver S. Glisson                                                                                                  |          |      | ?                    | août 1870         | ?               | janvier 1871      | Franklin                      |
| RADM Charles S. Boggs                                                                                                   |          |      | ?                    | janvier 1871      | ?               | 1er janvier 1872  | Franklin Plymouth Brooklyn    |
| RADM James Alden, Jr.                                                                                                   |          |      | ?                    | 1er janvier 1872  | ?               | 2 juin 1873       | Wabash Brooklyn               |
| RADM Augustus Case |          |      | ?                    | 1873              | ?               | 1875              | Franklin Wabash               |
| RADM John L. Worden |          |      | ?                    | 1875              | ?               | 5 octobre 1877    | Franklin Marion Trenton       |
| RADM William E. Le Roy                                                                                                  |          |      | ?                    | 5 octobre 1877    | ?               | 23 janvier 1879   | Trenton                       |
| CAPT John Lee Davis (pro tem)                                                                                           |          |      | ?                    | 23 janvier 1879   | ?               | février 1879      | Trenton                       |
| RADM John C. Howell |          |      | 1878                 | février 1879      | ?               | 16 septembre 1881 | Trenton Quinnebaug Wyoming    |
| RADM James W. Nicholson                                                                                                 |          |      | ?                    | 16 septembre 1881 | February 1883   | 10 mars 1883      | Lancaster                     |
| RADM Charles H. Baldwin                                                                                                 |          |      | ?                    | 10 mars 1883      | ?               | septembre 1884    | Lancaster                     |
| RADM Earl English |          |      | ?                    | septembre 1884    | ?               | mai/juin 1885     | Lancaster                     |
| RADM Samuel Rhoads Franklin                                                                                             |          |      | ?                    | mai/juin 1885     | 20 juillet 1887 | 24 août 1887      | Pensacola                     |
| RADM James A. Greer |          |      | ?                    | 1887              | ?               | 1889              | ?                             |
| inconnue ? |          | ?    | ?                    | 1889              | ?               | 1893              | ?                             |
| RADM Henry Erben |          |      | juin 1893            | ?                 | août 1894       | ?                 | ?                             |
| RADM William A. Kirkland                                                                                                |          |      | avril 1894           |                   | novembre 1895   |                   | ?                             |
| RADM Thomas O. Selfridge, Jr.                                                                                           |          |      | novembre 1895        |                   | février 1898    |                   | Minneapolis                   |
| RADM John Adams Howell                                                                                                  |          |      | janvier 1898         |                   | avril 1898      |                   | ?                             |
| Avec la Guerre hispano-américaine, l'European Squadron opère sur les eaux américaines entre avril 1898 et juillet 1901. |          |      |                      |                   |                 |                   |                               |
| RADM Bartlett J. Cromwell                                                                                               |          |      | ?                    | juillet 1901      | 9 février 1902  | ?                 | ?                             |
| CAPT Joseph E. Craig (Senior Officer Present)                                                                           |          |      | ?                    | février 1902      | ?               | avril 1902        | ?                             |
| RADM Arent S. Crowninshield                                                                                             |          |      | mars 1902            | 30 avril 1902     | ?               | 1903              | ?                             |
| RADM Charles S. Cotton                                                                                                  |          |      | ?                    | 1903              | ?               | 1905              | Kearsarge (juin-juillet 1903) |
| En 1905 l' European Squadron est absorbé par la North Atlantic Fleet.                                                   |          |      |                      |                   |                 |                   |                               |